# Kent County (Texas)
Das Kent County ist ein County im Bundesstaat Texas der Vereinigten Staaten. Das U.S. Census Bureau hat bei der Volkszählung 2020 eine Einwohnerzahl von 753 ermittelt. Der Sitz der County-Verwaltung (County Seat) befindet sich in Jayton. Das County gehört zu den Dry Countys, was bedeutet, dass der Verkauf von Alkohol eingeschränkt oder verboten ist.

## Geographie
Das County liegt nordwestlich des geographischen Zentrums von Texas und hat eine Fläche von 2339 Quadratkilometern, wovon 2 Quadratkilometer Wasserfläche sind. Es grenzt im Uhrzeigersinn an folgende Countys: Dickens County, Stonewall County, Fisher County, Scurry County und Garza County.

## Geschichte
Kent County wurde am 21. August 1876 aus Teilen des Bexar County und Young County gebildet. Die Verwaltungsorganisation wurde am 8. November 1892 abgeschlossen. Benannt wurde es nach Andrew Kent (1798–1836), einem Soldaten der texanischen Armee, der in der Schlacht von Alamo fiel.

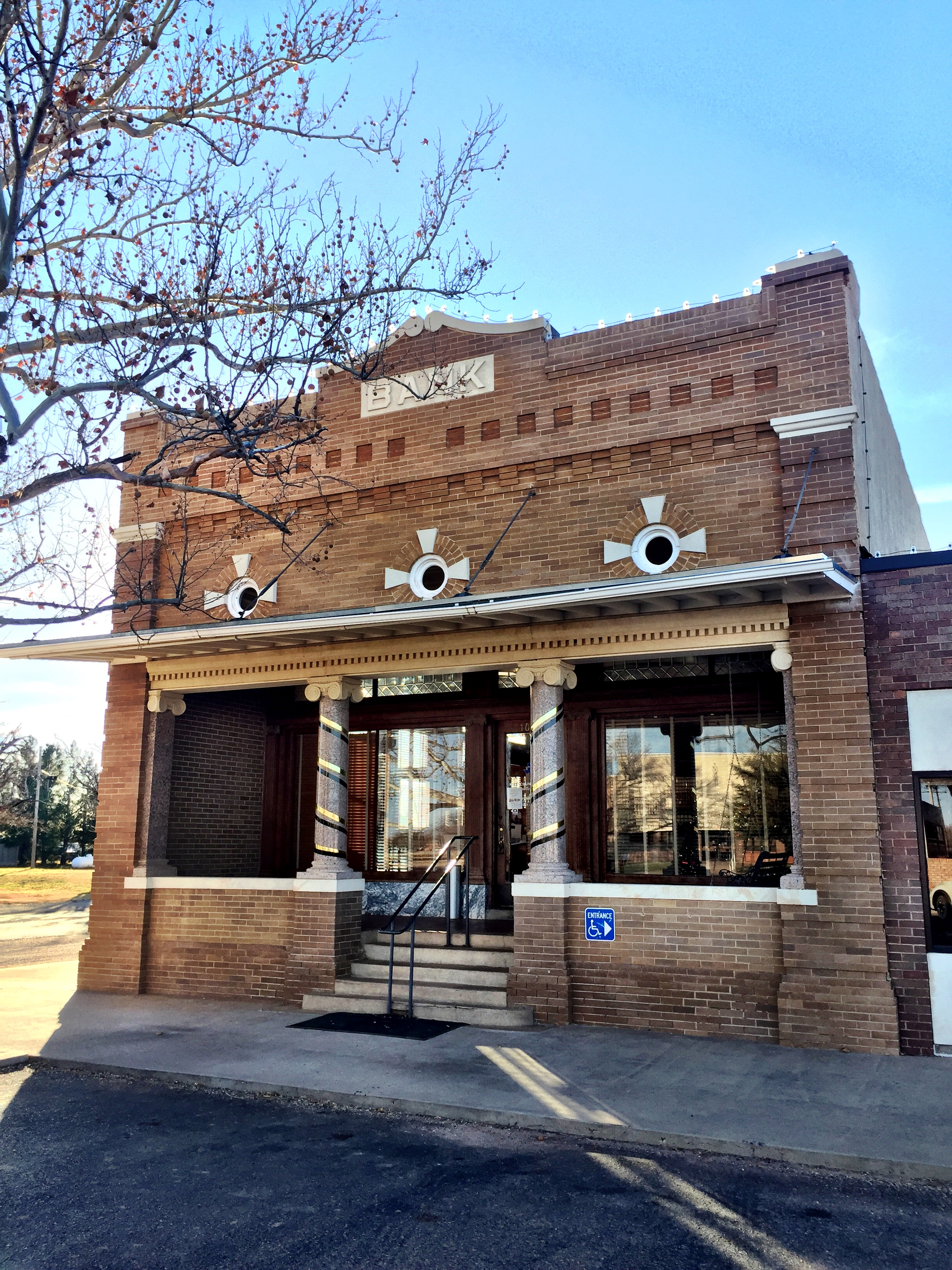
First National Bank Building (2016)

Ein Ort im County ist im National Register of Historic Places („Nationales Verzeichnis historischer Orte“; NRHP) eingetragen (Stand 25. November 2021), das First National Bank Building.

## Demografische Daten

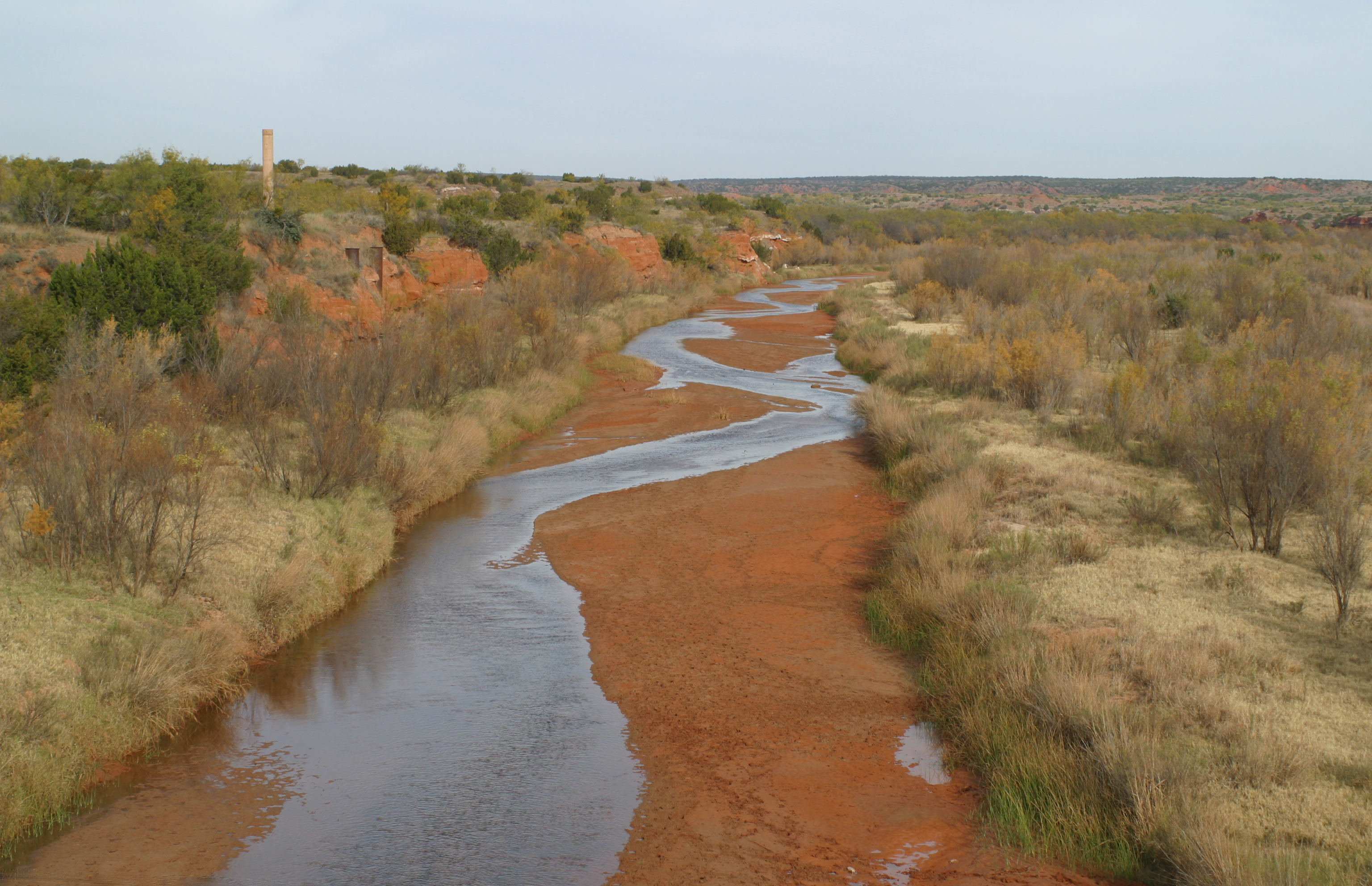
Der Double Mountain Fork Brazos River

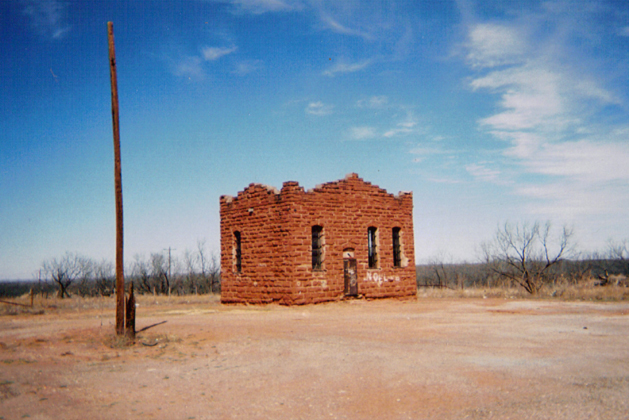
Ruine des Bezirksgefängnisses von 1895

Nach der Volkszählung im Jahr 2000 lebten im Kent County 859 Menschen in 353 Haushalten und 247 Familien. Die Bevölkerungsdichte betrug 0 Einwohner pro Quadratkilometer. Ethnisch betrachtet setzte sich die Bevölkerung zusammen aus 95,46 Prozent Weißen, 0,23 Prozent Afroamerikanern, 0,35 Prozent amerikanischen Ureinwohnern und 3,73 Prozent aus anderen ethnischen Gruppen; 0,23 Prozent stammten von zwei oder mehr Ethnien ab. 9,08 Prozent der Einwohner waren spanischer oder lateinamerikanischer Abstammung.
Von den 353 Haushalten hatten 26,1 Prozent Kinder oder Jugendliche, die mit ihnen zusammen lebten. 61,2 Prozent waren verheiratete, zusammenlebende Paare 5,9 Prozent waren allein erziehende Mütter und 30,0 Prozent waren keine Familien. 28,0 Prozent waren Singlehaushalte und in 14,2 Prozent lebten Menschen im Alter von 65 Jahren oder darüber. Die durchschnittliche Haushaltsgröße betrug 2,33 und die durchschnittliche Familiengröße betrug 2,83 Personen.
20,6 Prozent der Bevölkerung war unter 18 Jahre alt, 5,4 Prozent zwischen 18 und 24, 21,8 Prozent zwischen 25 und 44, 26,8 Prozent zwischen 45 und 64 und 25,5 Prozent waren 65 Jahre alt oder älter. Das Medianalter betrug 47 Jahre. Auf 100 weibliche Personen kamen 91,7 männliche Personen und auf 100 Frauen im Alter von 18 Jahren oder darüber kamen 91,6 Männer.
Das jährliche Durchschnittseinkommen eines Haushalts betrug 30.433 USD, das Durchschnittseinkommen einer Familie betrug 35.568 USD. Männer hatten ein Durchschnittseinkommen von 23.875 USD, Frauen 20.000 USD. Das Prokopfeinkommen betrug 17.626 USD. 9,2 Prozent der Familien und 10,4 Prozent der Einwohner lebten unterhalb der Armutsgrenze.

## Städte und Gemeinden
- Girard
- Jayton